# Volley Modena 2000-2001
Questa voce raccoglie le informazioni riguardanti il Volley Modena nelle competizioni ufficiali della stagione 2000-2001.

## Organigramma societario
Area tecnica
- Allenatore: Lang Ping
- Allenatore in seconda: Yong Li

Area sanitaria
- Medico: Piero Randelli

## Rosa
| N° | Nome                     | Ruolo | Data di nascita   | Nazionalità sportiva |
| -- | ------------------------ | ----- | ----------------- | -------------------- |
| 1  | Prikeba Phipps           | S     | 30 giugno 1969    | Stati Uniti          |
| 2  | Arianna Casarini         | O     | -                 | Italia               |
| 3  | Mariana Conde            | S     | 23 luglio 1973    | Argentina            |
| 4  | Manuela Leggeri          | C     | 9 maggio 1976     | Italia               |
| 5  | Sabrina Bertini          | S     | 30 ottobre 1969   | Italia               |
| 6  | Stefania Donelli         | P     | 2 gennaio 1980    | Italia               |
| 7  | Iryna Žukova             | P     | 22 novembre 1974  | Ucraina              |
| 8  | Barbara Jelić            | S     | 8 maggio 1977     | Croazia              |
| 9  | Zhiling Wang             | L     | 14 gennaio 1974   | Cina                 |
| 11 | Hanka Pachale            | S     | 12 settembre 1976 | Germania             |
| 12 | Maria del Rosario Romanò | S     | 13 febbraio 1976  | Italia               |
| 14 | Ana Flavia Sanglard      | C     | 20 giugno 1970    | Brasile              |
| 14 | Laura Bruschini          | S     | 26 agosto 1966    | Italia               |